# Atheta neomexicana
Atheta neomexicana är en skalbaggsart som beskrevs av Adelbert Fenyes 1909. Atheta neomexicana ingår i släktet Atheta och familjen kortvingar. Inga underarter finns listade i Catalogue of Life.